# Národní park Komodo
Národní park Komodo se nachází v souostroví Malé Sundy v indonéské provincii Východní Nusa Tenggara. Rozkládá se na třech rozlehlejších ostrovech (Komodo, Rinca a Padar) a na mnoha dalších menších ostrovech. Celková rozloha pevniny je 603 km², rozloha parku je 1817 km², protože je do ní zahrnuto i okolní moře. Park byl založen v roce 1980 a v roce 1991 se stal součástí světového dědictví. Je znám především výskytem největšího ještěrovitého plaza na světě – varana komodského. Zároveň je i biosférickou rezervací.

## Přírodní podmínky
Ostrovy se nachází v biogeografickém regionu tzv. Wallacey - přechodovém území mezi orientální a australskou oblastí. Na většině kopcovité pevniny se rozléhají savany s xerofytickými zástupci flóry. V menší míře zde rostou i monzunové tropické lesy a mangrovy. Oblast národního parku patří k nejsušším v Indonésii, roční srážkový úhrn se pohybuje od 800 mm do 1000 mm. Monzunové období trvá od listopadu do březnu, suché období dubna do října. Průměrné teploty jsou v rozptylu mezi 17 °C a 34 °C.
Kromě varana zde žijí např. krysa komodská, makak jávský, oviječ skvrnitý, plazi kobra monoklová a 9 druhů z rodu scinkovitých, zmije řetízková a ptáci tabon Freycinetův, tabon oranžovonohý, zoborožík přílbový, kakadu žlutolící.
Velmi botahý je podmořský život. Byl zde zaznamenán výskyt druhů jako např. dugong indický, plejtvák obrovský, plejtvák myšok, keporkak, vorvaň obrovský, žralok obrovský, žralok bělocípý, žralok černoploutvý, krokodýl mořský, kožatka velká, kareta pravá, kareta zelenavá a kareta obrovská. Rostou zde i mořské korály.

## Fotogalerie

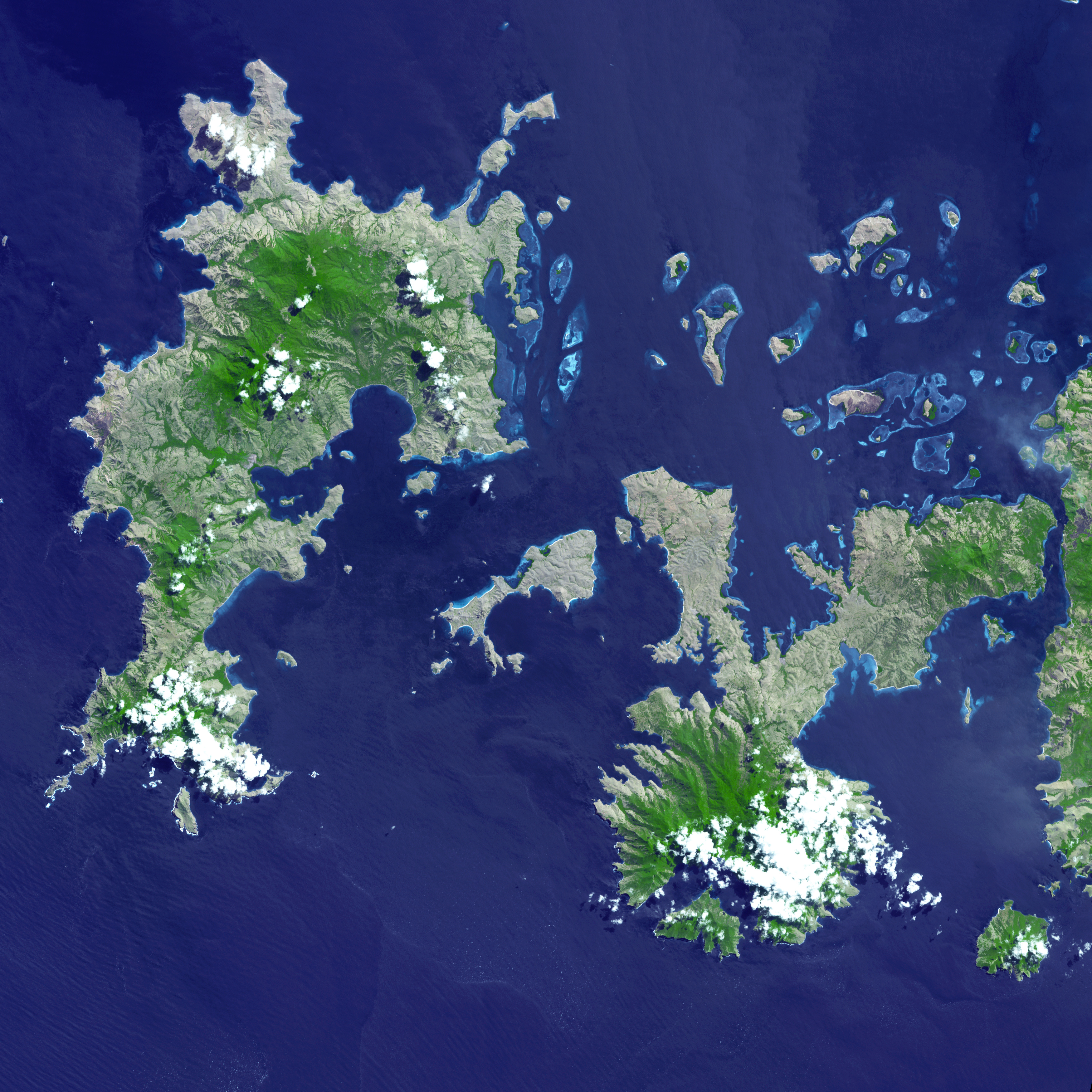
satelitní snímek
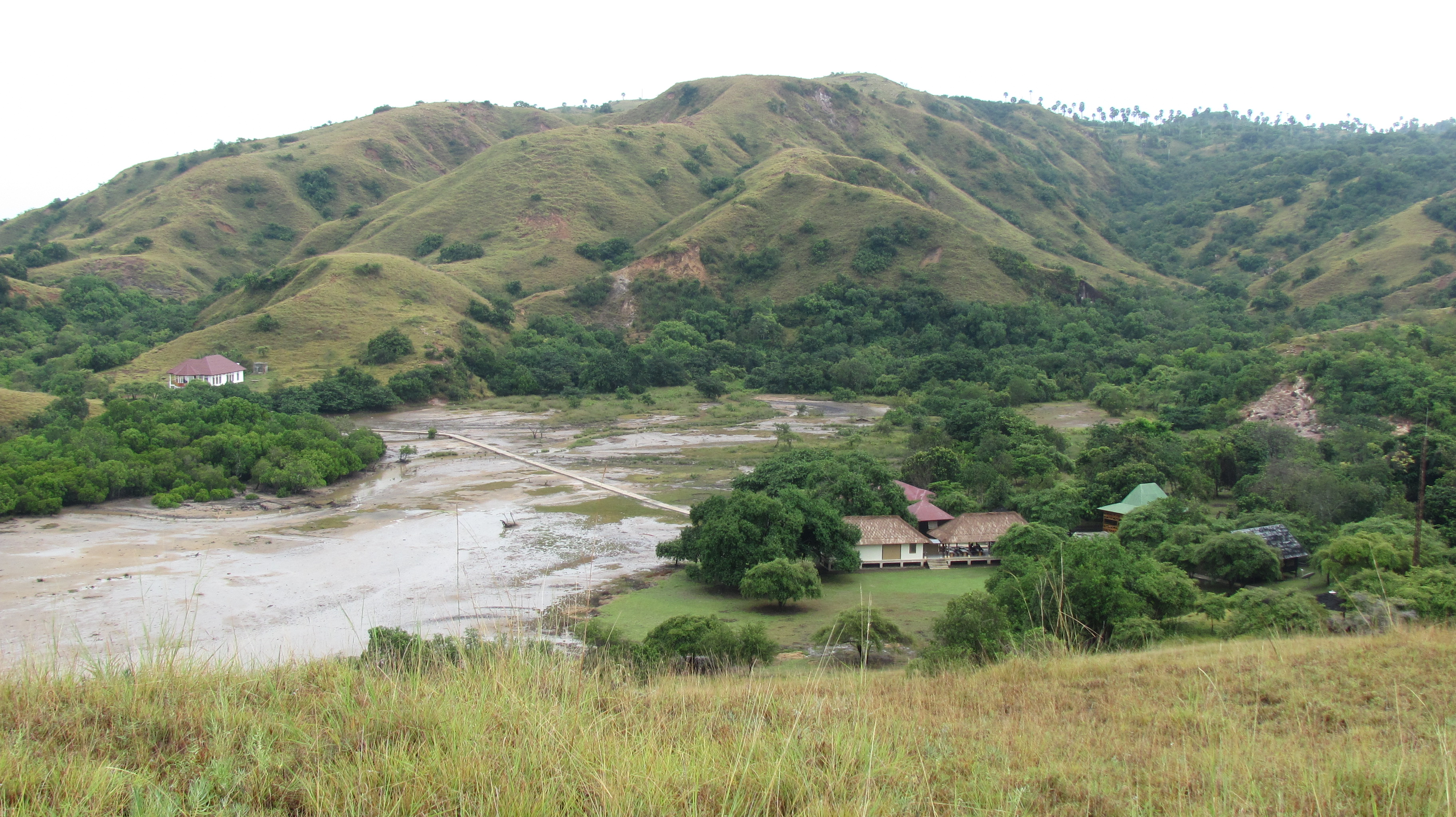
ostrov Rinca
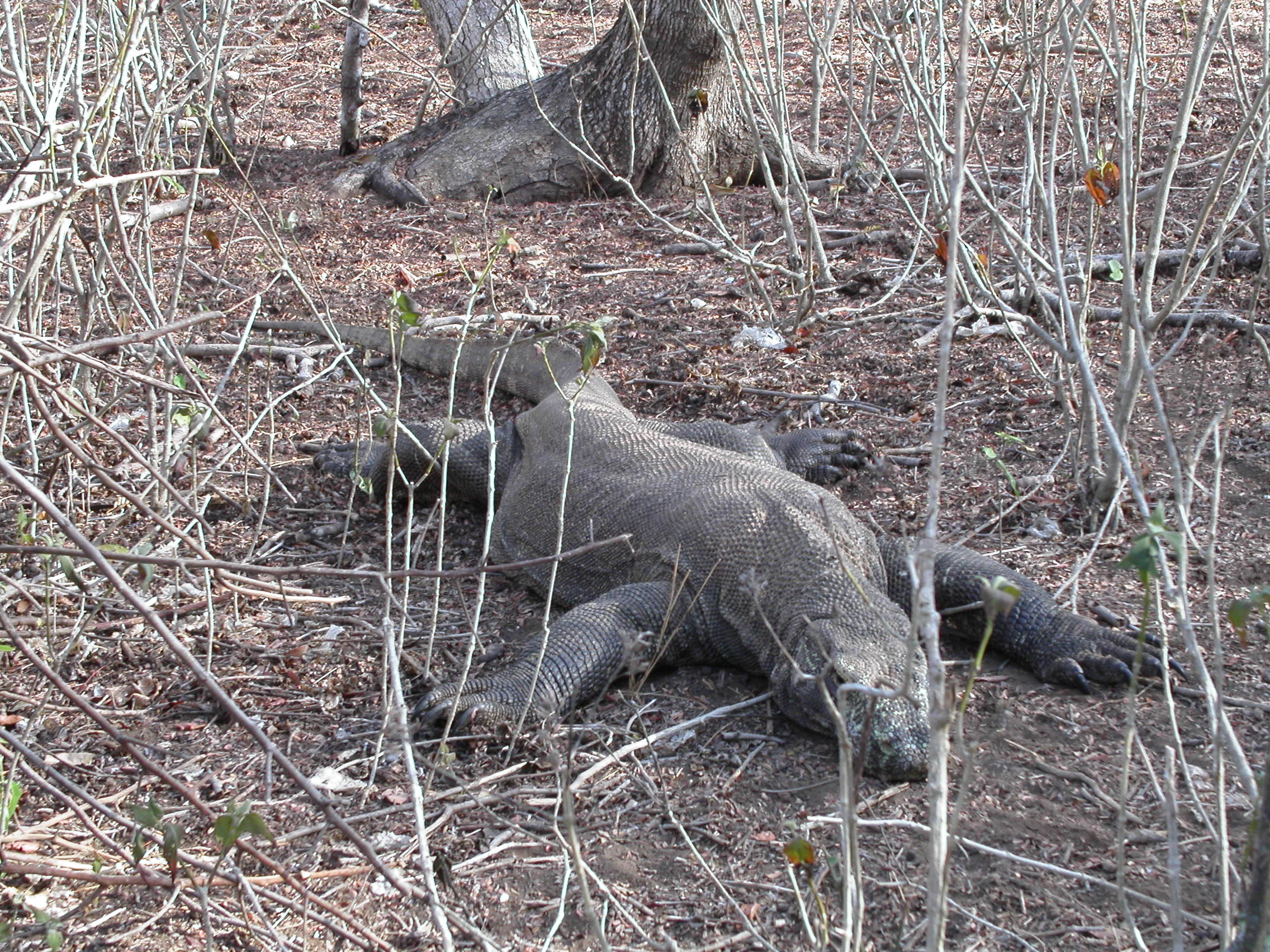
varan
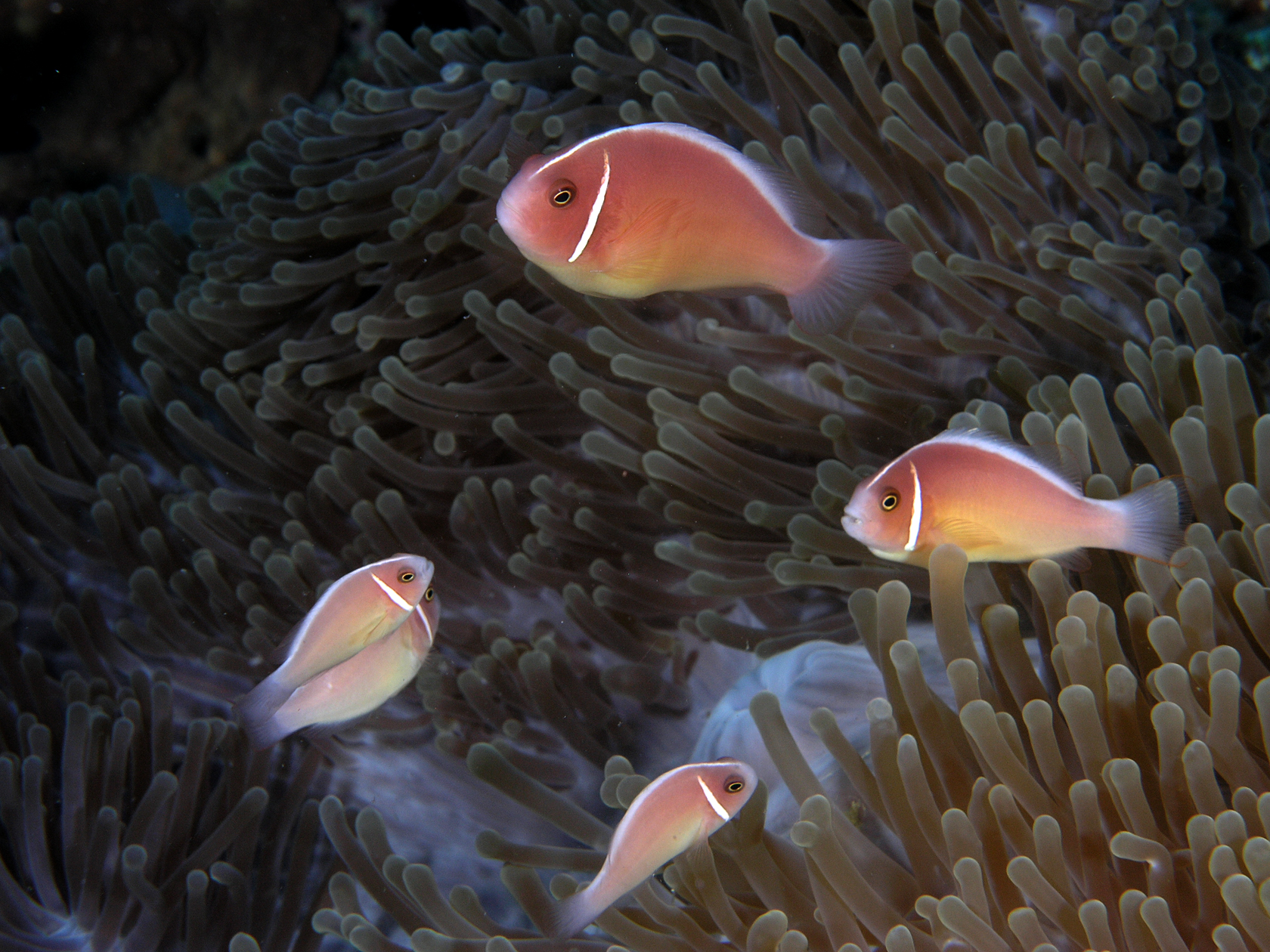
podmořský život